# Estrènia
Estrènia (en llatí Strenia) era una deessa de l'any nou, de la purificació i dels bons auguris, a l'antiga mitologia romana.
Tenia un santuari (sacellum) i un bosc sagrat (lucus) al capdamunt de la Via Sacra. Varró, que la menciona, diu que era una deessa dels sabins. El dia 1 de gener es portaven branques collides del bosc sagrat, em una processó fins a la ciutat. Es creu que la festa va ser institucionalitzada quan els cònsols romans Quint Fulvi Nobílior i Tit Anni Lusc, van prendre possessió del seu càrrec precisament l'1 de gener de l'any 153 aC, ja que aquell any es va canviar la data de presa de possessió. Abans els cònsols iniciaven el seu mandat el dia dels idus de març. No queda clar si la festa s'havia celebrat sempre l'1 de gener o es celebrava el dia de l'any nou, que havia estat abans el dia 1 de març.
La deessa Estrènia va donar lloc a la paraula estrena, que significava l'intercanvi de regals que els romans es feien el dia d'any nou per desitjar-se bona sort. Des dels inicis de la fundació de la ciutat, el rei Titus Taci va instaurar la festa, tallant unes branques de llorer del bosc d'Estrènia com a símbol dels bons auspicis de l'any nou. Als inicis de l'Imperi, els intercanvis de regals eren generalitzats i normalment en forma de diners.